# George Leslie Stout
George Leslie Stout (1897 .– 1978.) bio je specijalist za konzervaciju umjetnina, te ravnatelj prvog američkog muzeja sa znanstvenim laboratorijem za istraživanje i konzervaciju umjetnina.

## Život i karijera
Rođen je 5. listopada 1897. u Wintersetu, Iowa. Magistrirao je 1929. na Harvardu. Iste godine počinje i njegova muzejska karijera u Fogg Art Museumu, gdje je radio kao predavač i konzervator, zajedno s kemičarem Rutherfordom Johnom Gettensom. Stout je utemeljio i prvi časopis posvećen konzervaciji umjetnina. Za vrijeme Drugog svjetskog rata bio je član posebne jedinice američke vojske koja je bila zadužena za pronalaženje i povrat umjetnina koje su oteli nacisti. Nakon Drugog svjetskog rata bio je ravnateljem nekoliko muzeja. Bio je član utemeljitelj, te jedno vrijeme i ravnatelj International Institute for Conservation IIC.

## Odabrani radovi
- International Congress of the History of Art, Stout, G. L., & Fogg Art Museum. (1930). "Technical research at the Fogg Art Museum, Harvard University." Bruxelles: Musées Royaux des Beaux-Arts de Belgique.
- Gettens, R. J., & Stout, G. L. (1947). Painting materials, a short encyclopedia. New York: D. Van Nostrand Co.
- Stout, G. L., & Isabella Stewart Gardner Museum. (1969). Treasures from the Isabella Stewart Gardner Museum. New York: Crown Publishers.
- Stout, G. L. (1975). The care of pictures. New York: Dover Publications.

## Vanjske poveznice
- Photos and documents from the George Leslie Stout papers, Archives of American Art, Smithsonian Institution
- World War II “Monuments Men” Archival Collections at the Archives of American Art - online exhibition, includes digitized items from Stout's papers